# Kite Pharma
Kite Pharma — биофармацевтическая компания, занимающаяся разработкой иммунотерапевтических средств против рака. Приоритетное направление — генноинженерная аутологичная Т-клеточная терапия, призванная восстановить способность иммунной системы к обнаружению и уничтожению опухоли. Kite Pharma базируется в Санта-Монике (штат Калифорния, США). Она была основана в 2009 году доктором Арье Белдграном — израильским и американским онкологом, который стал президентом и генеральным директором компании.
28 августа 2017 года одна из ведущих биофармацевтических компаний США Gilead Sciences объявила о том, что покупает Kite Pharma за 11,9 млрд долларов. Сделка была завершена в октябре 2017 года. Благодаря ей компания Gilead Sciences приобрела перспективную технологию CAR-T.

### Разрабатываемые препараты
Axicabtagene ciloleucel (KTE-C19, ZUMA-3) – экспериментальная терапия для лечения взрослых пациентов с рецидивирующим или рефрактерным острым лимфобластным лейкозом (ОЛЛ). Она заключается в том, что Т-клетки пациента генетически модифицируются с целью выделения химерного антигенного рецептора (CAR), созданного, чтобы атаковать антиген CD19 – белок, экспрессируемый на поверхности клеток B-клеточных лимфом и лейкемий.
В декабре 2015 года препарат был утвержден Управлением по санитарному надзору за качеством пищевых продуктов и медикаментов США (FDA) как инновационное терапевтическое средство для лечения пациентов с рефрактерными онкогематологическими заболеваниями: диффузной B-крупноклеточной лимфомой, первичной медиастинальной B-крупноклеточной лимфомой, трансформированной фолликуллярной лимфомой.
18 октября 2017 года Axicabtagene ciloleucel был утвержден FDA в качестве терапии второй линии при диффузной B-крупноклеточной лимфоме.

### История развития

#### 2012
В октябре Kite Pharma заключила соглашение о совместных исследованиях и разработках с Национальным институтом онкологии США (National Cancer Institute, NCI) для разработки и продвижения на рынок продуктов для лечения рака.

#### 2013
В декабре Kite Pharma опубликовала данные совместной исследовательской программы с Национальным институтом онкологии США, продемонстрировав, что инновационный продукт, разрабатываемый компанией, - KTE-C19 CAR – может вызвать устойчивое сокращение объема опухоли у пациентов с формой нехождкинской лимфомы, известной как  диффузная B-крупноклеточная лимфома. Результаты клинических испытаний были представлены на 55-й ежегодной конференции Американского общества гематологии.

#### 2014
В августе Kite Pharma опубликовала результаты своего текущего клинического испытания: 12 из 13 пациентов с B-клеточными злокачественными опухолями на продвинутых стадиях достигли ремиссии - полной (8 пациентов) или частичной (4 пациента).

#### 2015
В июле Kite Pharma и Общество лейкемии и лимфомы (Leukemia & Lymphoma Society) объявили о начале своего сотрудничества с целью совершенствования инновационного продукта компании KTE-C19, предназначенного для лечения пациентов с рефрактерными агрессивными неходжкинскими лимфомами.
В сентябре Kite Pharma объявила о расширении сотрудничества с Онкологическим институтом Нидерландов.
В октябре Kite Pharma заключила эксклюзивное международное соглашение с Национальными институтами здоровья США National Institutes of Health (NIH), касающееся интеллектуальной собственности на препарат на основе Т-клеточного рецептора (TCR) против меланома-ассоциированного антигена 3 (MAGE A3) для лечения опухолей, экспрессирующих MAGE, включая рак легкого, поджелудочной железы, желудка и молочной железы.
В декабре компания объявила о начале клинического исследования 1-й фазы препарата KTE-C19 (ZUMA-3) для лечения взрослых пациентов с рецидивирующим или рефрактерным острым лимфобластным лейкозом (ОЛЛ). В том же месяце препарат был утвержден FDA как инновационное терапевтическое средство для лечения пациентов с некоторыми видами лимфом.

#### 2016
В марте Kite Pharma объявила о сотрудничестве с компанией Genentech с целью оценки безопасности и эффективности двух своих новых препаратов – атезолизумаба и KTE-C19. В клинических испытаниях участвовали пациенты, страдающие от неходжкинских лимфом.
В декабре компании Kite Pharma и Vitruvian Networks, Inc. объявили о стратегическом партнерстве для создания программного решения для поддержки коммерческой доступности Т-клеточной терапии.

#### 2017
В марте Kite Pharma опубликовала результаты клинического испытания технологии CAR-T, в котором участвовали 100 пациентов с продвинутыми стадиями неходжкинских лимфом.
В апреле Kite Pharma была удостоена награды «Лучший результат клинических испытаний года» (Clinical Trial Result of the Year) за испытания препарата Axicabtagene Ciloleucel для пациентов с агрессивными неходжкинскими лимфомами.
В октябре компанией Kite Pharma в США был зарегистрирован препарат терапии B-клеточной лимфомы — аксикабтаген cилолейcел, на основе химерных антигенных рецепторов (CAR-T).